# Joseph Keter
Joseph Keter (født 13. juni 1969 i Lessos, Kenya) er en pensioneret kenyansk atletikudøver (forhindringsløber), der vandt guld i 3000 meter forhindringsløb ved OL i Atlanta 1996. Her besejrede han overraskende landsmanden Moses Kiptanui.